# Canner
Pour les articles homonymes, voir Canner (homonymie).
La Canner [kanɛʁ] est une rivière française qui coule dans le département de la Moselle. C'est un affluent de la Moselle en rive droite, donc un sous-affluent du Rhin.

## Hydronymie
En francique lorrain : d'Kanner, d'Kaner. En lorrain roman : lè Caneur.

### Mentions anciennes
Caunera (857 et 888), Canera (898), Canren (1200), Canra (1216), Canren et Caurain (1377), Kannern (1402), Cendel (1560), Kandel (1594), Canère (1634), Chanre (carte de Cassini), Caner (1863).

### Étymologie
Cet hydronyme semble s'être formé par la germanisation du vocable celte Can ou Cand qui signifie « blanc », ou encore « brillant », « limpide ».
Can était également le nom donné au roseau ou jonc, ce sens du nom est devenu « canne » en langue romane.

## Géographie
La Canner naît sur le territoire de Vry, localité de la Moselle, située à une dizaine de kilomètres au nord-est de Metz. Peu après sa naissance elle prend la direction du nord, qu'elle maintient tout au long de son parcours. Elle se jette dans la Moselle à Kœnigsmacker, localité située à 6 kilomètres au nord-est de Thionville.

## Communes traversées
La Canner traverse ou longe le territoire des communes de Vry, Vigy, Bettelainville, Aboncourt, Hombourg-Budange, Kédange-sur-Canner, Buding, Inglange, Elzange et Kœnigsmacker, toutes situées dans le département de la Moselle.
Une nouvelle voie verte (le Chemin de la Canner) a été construite à 75 % le long de la rivière. Elle est interdite à tout véhicule à moteur, et sert de piste cyclable.
- de la sortie de Buding à l'entrée d'Inglange : 1,2 km (goudronnée)

- traversée d'Inglange (de la D118c à la rue du Calvaire) : 1 km (goudronnée)

- de la sortie d'Inglange à l'entrée d'Elzange : 1,4 km (goudronnée)

- traversée d'Elzange (de la rue des Lilas à la rue de la Scierie) : 0,6 km (goudronnée)

- de la sortie d'Elzange à la cote 158, au nord du Griesberg : 2 km  (non goudronnée)

- de la cote 158 à l'entrée de Kœnigsmacker (chemin de Mewinckel) : 1,1 km (goudronnée)

distance Buding - Kœnigsmacker : 7,3 km
Jonction avec le Chemin de la Moselle (piste cyclable Thionville-Kœnigsmacker-Sierck de 30 km de long) et avec le circuit du Hackenberg de Buding à Veckring
Le Chemin de la Canner part du parcours de promenade et de découverte de Buding à proximité du Moulin, passe par les champs où on peut admirer les collines verdoyantes et par 2 villages typiquement lorrains (Inglange et Elzange) pour rejoindre Kœnigsmaker où se trouve la ferme du Mewinckel avec des chambres d'hôtes et l'Office du Tourisme, tout en suivant le cours de la Canner.

## Hydrologie
Le débit de la Canner a été observé sur une période de 38 ans (1971-2008), à Kœnigsmacker, localité du département de la Moselle située non loin de son confluent avec la Moselle. La surface ainsi étudiée est de 110 km2, soit la presque totalité du bassin versant de la rivière.
Le module de la rivière à Kœnigsmacker est de 0,928 m3/s.
La Canner présente des fluctuations saisonnières de débit assez bien marquées sans être excessives. Les hautes eaux se déroulent en hiver et se caractérisent par des débits mensuels moyens allant de 1,44 à 1,86 m3/s, de décembre à mars inclus (avec un maximum en janvier et février). À partir de la seconde partie du mois de mars, le débit baisse progressivement jusqu'aux basses eaux d'été qui ont lieu de juillet à septembre inclus, entraînant une baisse du débit mensuel moyen jusqu'à 0,337 m3/s au mois de septembre. Mais ces moyennes mensuelles ne sont que des moyennes et cachent des fluctuations bien plus prononcées sur de courtes périodes ou selon les années.
Aux étiages, le VCN3 peut chuter jusque 0,120 m3/s (120 litres), en cas de période quinquennale sèche, ce qui ne peut être qualifié de très sévère.
Les crues peuvent être assez importantes, compte tenu de la petitesse du bassin versant. Les QIX 2 et QIX 5 valent respectivement 17 et 27 m3/s. Le QIX 10 est de 34 m3/s, le QIX 20 de 41 m3/s, tandis que le QIX 50 se monte à 50 m3/s.
Le débit instantané maximal enregistré à Kœnigsmacker a été de 46,6 m3/s le 23 janvier 1995, tandis que la valeur journalière maximale était de 33,6 m3/s le 3 janvier 2002. En comparant la première de ces valeurs à l'échelle des QIX de la rivière, il apparaît que cette crue était intermédiaire entre les valeurs des QIX 20 et QIX 50, et donc destinée à se répéter tous les 30 à 40 ans en moyenne.
La Canner est une rivière moyennement abondante. La lame d'eau écoulée dans son bassin versant est de 267 millimètres annuellement, ce qui est nettement inférieur à la moyenne d'ensemble de la France (320 millimètres), mais surtout à la moyenne du bassin de la
Moselle (445 millimètres à Hauconcourt, en aval de Metz). Le débit spécifique (ou Qsp) atteint 8,4 litres par seconde et par kilomètre carré de bassin.